# Sara Gregory
 (avril 2024).
Sara Gregory est une actrice de cinéma et de télévision britannique. Elle est également connue sous le nom de Sara Lloyd-Gregory.

## Filmographie
- 2009-2013 : Doctors (série télévisée) : Carmel Coates / Olwyn Prytherch
- 2011-2012 : Alys (série télévisée) : Alys
- 2011 : Bloody Norah (téléfilm) : Amy
- 2010 : Thorne: Sleepyhead : Alison Willetts
- 2010 : Patagonia de Marc Evans : Chica del Valle
- 2010 : S.N.U.B! : Anna
- 2010 : Being Human : La Confrérie de l'étrange (série télévisée) : Amy McBride
- 2009 : Sleep with Me (téléfilm) : Lelia enfant
- 2008 : Tess of the D'Urbervilles (mini-série télévisée) : Nancy Darch
- 2008 : Belonging (série télévisée) : Nadine
- 2008 : Affinity : Madeleine
- 2007 : Y Pris (série télévisée) : Llio Edwards Gregory)
- 2006 : Torchwood (série télévisée) : Carys Fletcher
- 2006 : Les Petits Mouchoirs : Serena
- 2004 : A Way of Life : Julie Osman
- 2003 : Stopping Distance (téléfilm) : Melanie
- 2013 : Hinterland (série télévisée) : Catrin John